# Hans-Jürgen Moog
Hans-Jürgen Moog (* 13. Juni 1932 in Frankfurt am Main) ist ein ehemaliger deutscher Kommunalpolitiker in Frankfurt am Main. 

## Leben
Nach absolviertem Studium der Rechtswissenschaft wurde Moog Rechtsanwalt. 1964 wurde er im Alter von 32 Jahren Stadtverordneter. Bereits ein Jahr später wählten ihn die CDU-Abgeordneten zu ihrem Fraktionsvorsitzenden. 1982 wurde er als Stellvertreter von Oberbürgermeister Walter Wallmann zum Bürgermeister gewählt. Nach der Wahlniederlage 1989 war er der einzige Dezernent, den die SPD-Grünen-Koalition nicht abwählte. Er hatte sich vorsichtig von dem so genannten Ausländerwahlkampf seiner Partei distanziert. Erst 1994 schied Moog mit Ablauf seiner Amtszeit aus der Frankfurter Kommunalpolitik aus.
Über seine Aufgaben in der Stadtpolitik hinaus war er unter anderem langjährig für die evangelische Kirche und für das Deutsche Rote Kreuz engagiert.
Moog ist verheiratet und hat eine Tochter.

## Auszeichnungen
1997 wurde ihm der Hessische Verdienstorden und 2003 das Große Bundesverdienstkreuz verliehen. 2004 erhielt er die Martin-Niemöller-Medaille der Evangelischen Kirche in Hessen und Nassau und die Ehrenplakette der Stadt Frankfurt am Main.